# Theobald Butler Barrett
Pour les articles homonymes, voir Barrett.
Theobald Butler Barrett (24 juillet 1894-26 mars 1969) est un homme politique canadien de l'Ontario. Il est député fédéral progressiste-conservateur de la circonscription ontarienne de Norfolk de 1945 à 1949.

## Biographie
Né à Armstrong en Colombie-Britannique, Barrett est lieutenant dans le Régiment royal de l'Artillerie canadienne durant la Seconde Guerre mondiale de 1942 à 1943.
Élu en 1945, Barrett n'effectue qu'un seul mandat puisqu'il est défait en 1949.